# Реформа на българския футбол (1985)
Реформата на българския футбол от 1985 г. е решение за развитието на футбола на ЦК на БКП.

## Причината
На 19 юни 1985 г. се играе финал за Купата на България на стадион „Васил Левски“ между ЦСКА „Септемврийско знаме“ и „Левски-Спартак“. Мачът е съпътстван от много спорни съдийски отсъждания и грубости от страна на футболистите и на двата отбора. След отсъдено нарушение в полза на ЦСКА Борислав Михайлов сбутва рефера Аспарух Ясенов. Напрежението в мача ескалира към края на полувремето. След едно грубо влизане на Костадин Янчев в краката на Емил Спасов вторият започва да души футболиста на армейците. В схватката се включва и младата надежда Христо Стоичков. Заформя се малко меле сред футболистите, след което реферът дава червени картони на Янчев и Спасов. В крайна сметка ЦСКА печели с 2:1 като при резултат 2:0 армейците изпускат дузпа. Спортните журналисти започват кампания за наказване на футболистите, участвали в схватките.

## Решението
Последва решение на ЦК на БКП, с което и двата отбора се разформироват. От футболистите на ЦСКА тежко наказание получават Христо Стоичков, който е отстранен от спорта завинаги, и Костадин Янчев, който е наказан за 3 месеца. От отбора на Левски са изгонени завинаги Борислав Михайлов, Пламен Николов, Емил Спасов, Емил Велев. Наказани са ръководствата и треньорите и на двата отбора. Решението има голяма подкрепа на привържениците на другите отбори, както и от немалко спортисти. Впоследствие на мястото на старите отбори се създават нови: ЦСКА „Септемврийско знаме“ става „Средец“, а „Левски-Спартак“ става „Витоша“. Година по-късно всички наказания са отменени и на наказаните футболисти е разрешено да продължат спортната си кариера.
Други основни решения

Футболните отбори от аматьорски работнически състави да се преструктурират в професионални клубове, отделени от другите спортни клубове. Поставени са трансферни суми на български футболисти и е разрешен трансфера им в чужбина. Закрива се БФФ и се създава БФС.